# رجه
رجه، روستایی از توابع بخش مرکزی شهرستان سوادکوه در استان مازندران ایران است. رجه در ۱۸ کیلومتری شهر پل‌سفید واقع شده است. رجه از شمال به روستای فلورد، از جنوب به روستای برنت، از شرق به روستای دهمیان و انارم و از غرب به روستای بایع‌کلا وصل می‌شود.

## نام‌شناسی
واژه رجه چند معنا دارد، طنابی که از الیاف گیاهی تهیه شود، مستقیم به سمت کسی یا چیزی رفتن، بی محابا گذشتن و حد و حدود که نام روستای رجه باید به معنای، مرز علایم یا برجستگی‌های بین دو زمین باشد.

## مردم‌شناسی
جمعیت روستای رجه، در فصل تابستان به ۱۴۰۰ نفر (۳۵۰ خانوار) می‌رسد. شغل اصلی مردم روستای رجه دامداری و کشاورزی است. صنایع دستی روستای رجه؛ جاجیم‌بافی، قالی‌بافی، جوراب‌بافی و کچه‌تراشی می‌باشد. خاندان‌های بزرگ رحمانی، اسکندری، میرزاییان، نادری، یعقوبی و یونسی از بومیان این روستا می‌باشند.

## جمعیت
این روستا در دهستان راستوپی قرار دارد و براساس سرشماری مرکز آمار ایران در سال ۱۳۸۵، جمعیت آن ۲۷۲ نفر (۸۰خانوار) بوده است.